# Les Amants passionnés
Pour plus de détails, voir Fiche technique et Distribution.
Les Amants passionnés (The Passionate Friends) est un film britannique réalisé par David Lean et sorti en 1949. Il s'agit d'une adaptation du roman du même nom de H. G. Wells publié en 1913.

## Synopsis
Amants passionnés durant leur jeunesse, Mary Justin et Steven Stratton se sont ensuite séparés. Mary a a épousé un homme plus âgé mais riche, Howard Justin. Mary et Steven recommencent un temps à se voir, mais Howard réussit à convaincre Mary de mettre fin à cette liaison.
Quelques années plus tard, Mary rencontre par hasard Steven alors qu'elle est en vacances dans les Alpes. Ils vont se promener. Howard, venu rejoindre sa femme, les voit ensemble et comprend de travers. Il décide de divorcer.
Mary, désespérée, va voir Howard et essaie de lui parler. Il se met en colère et lui dit qu'il ne veut plus jamais la revoir. Il finit par se calmer et, le dos tourné, lui avoue qu'il est tombé amoureux d'elle. Malheureusement, elle s'est enfuie avant d'avoir pu entendre sa déclaration. Il lui court après et la rattrape juste avant qu'elle ne se jette du quai du métro. Elle s'effondre dans ses bras en pleurs et ils se réconcilient.

## Fiche technique
- Titre français : Les Amants passionnés
- Titre original : The Passionate Friends
- Réalisation : David Lean, assisté de George Pollock
- Scénario : Eric Ambler, Stanley Haynes et David Lean, d'après le roman de H. G. Wells
- Photographie : Guy Green
- Musique : Richard Addinsell
- Costumes : Margaret Furse
- Montage : Geoffrey Foot, Clive Donner et Jack Harris (les deux derniers non crédités)
- Production : Ronald Neame, Eric Ambler (non crédité) et Norman Spencer
- Société de production : Cineguild
- Distribution : General Film Distributors (Royaume-Uni), Universal Pictures (États-Unis)
- Pays d'origine :  Royaume-Uni
- Format : noir et blanc - 1,37:1
- Genre cinématographique : drame
- Durée : 95 minutes
- Dates de sortie :
  - Royaume-Uni : 26 janvier 1949
  - France : 1er mars 1950
- Affiche : Roger Cartier (France)

## Distribution
- Ann Todd : Mary Justin
- Claude Rains : Howard Justin
- Trevor Howard : le professeur Steven Stratton
- Isabel Dean : Pat Stratton
- Betty Ann Davies : Mlle Layton
- Arthur Howard : le serviteur
- Guido Lorraine : le directeur de l'hôtel
- Marcel Poncin : un portier à l'Albert Hall
- Natasha Sokolova : la femme de chambre
- Hélène Burls : la fleuriste

## Production
Le tournage a lieu dans les Pinewood Studios ainsi qu'en Haute-Savoie (Chamonix-Mont-Blanc, Annecy). La production débute avec Ronald Neame comme réalisateur, ensuite remplacé en cours de route par David Lean

## Distinctions
Le film a été présenté en sélection officielle en compétition au Festival de Cannes 1949.